# Malovice
Malovice település Csehországban, Prachaticei járásban. Malovice Olšovice, Sedlec, Dříteň, Dívčice, Libějovice, Netolice, Strunkovice nad Blanicí és Truskovice településekkel határos. Lakosainak száma 672 fő (2024. január 1.).

## Népesség
A település lakosságának változását az alábbi diagram mutatja:
| Lakosok száma | 1316 | 1204 | 1288 | 846  | 696  | 608  | 650  | 650  | 636  | 672  |
|               | 1869 | 1900 | 1921 | 1961 | 1980 | 2011 | 2016 | 2019 | 2021 | 2024 |